# Ejido Convención de Aguascalientes
Ejido Convención de Aguascalientes är en ort i Mexiko.   Den ligger i kommunen Navolato och delstaten Sinaloa, i den västra delen av landet, 1 100 km nordväst om huvudstaden Mexico City. Ejido Convención de Aguascalientes ligger 19 meter över havet och antalet invånare är 981.
Terrängen runt Ejido Convención de Aguascalientes är mycket platt. Runt Ejido Convención de Aguascalientes är det ganska tätbefolkat, med 155 invånare per kvadratkilometer. Närmaste större samhälle är Navolato, 7,1 km väster om Ejido Convención de Aguascalientes. Trakten runt Ejido Convención de Aguascalientes består till största delen av jordbruksmark.